# Box set

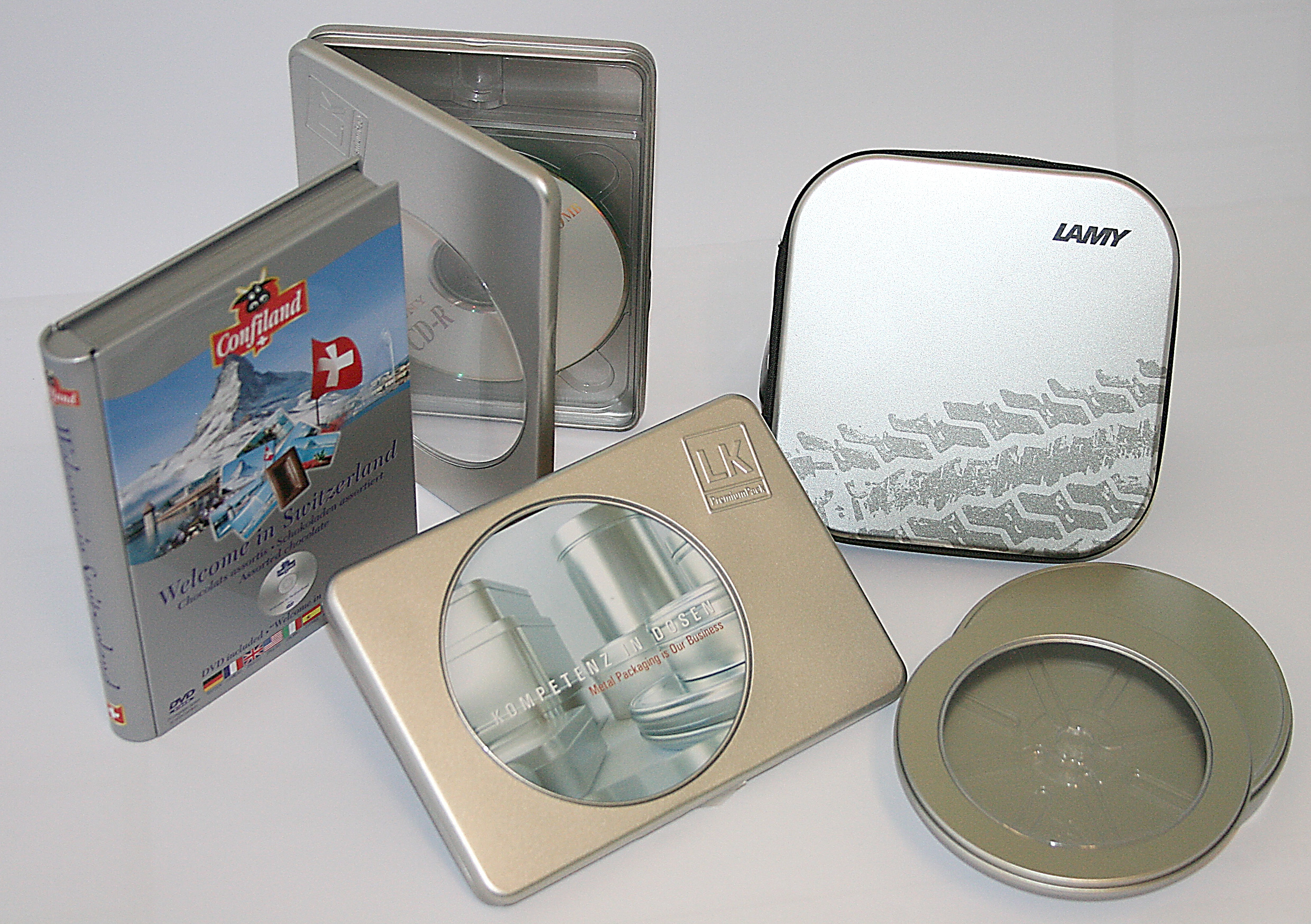

Um box set (também chamado de box, box coletânea ou ainda caixa coletânea) é uma anglicismo utilizado para referir-se a produtos do mercado cultural reunidos em uma “caixa”, como gravações musicais (em formato CD, vinil, EP, etc.), filmes, documentários, programas e séries televisivas (em formato DVD, Blu-Ray, VHS, etc.), livros, revistas, Histórias em quadrinhos ou qualquer outro tipo de coleção. Geralmente um box é lançado em edição de luxo.
Um box geralmente oferece um número determinado de artigos vendidos de uma só vez na forma de uma coleção que, de outra maneira, normalmente teriam que ser comprados separadamente.
No caso de material fonográfico, os boxes geralmente são reunidos em grupo de três ou mais discos, cubrindo uma ampla gama da música de um artista, gravadora ou gênero musical específico. Os cantores e grupos com uma carreira sumamente extensa geralmente lançam também coleções que levam a alcunha de antologia ou “essencial” de sua música, publicada como box. É comum que esses boxes sejam uma edição de luxo e que se inclua algum material ou canções raras, nunca publicadas. Alguns boxes dão enfoque a uma compilação de diferentes artistas unidos por um mesmo gênero musical, como por exemplo rock dos anos 80 ou ópera, nestes casos geralmente privilegia-se os maiores sucessos dos artistas mais importante de determinado gênero.
Os filmes, os documentários, as séries e programas de televisão também são levados à venda através de caixas coletânea. Alguns desses boxes podem incluir uma ou várias temporadas de um programa de TV, uma minissérie ou um seriado. Também pode ser comercializados boxes contendo uma coleção de filmes de um mesmo diretor ou ator/atriz, ou ainda uma coleção de filmes de um gênero particular, como ficção científica e terror. Outra propostas dos boxes de filmes é reunir obras cinematográficas marcadas pelas franquias, como Star Wars e O Senhor dos Anéis, ou uma seleção de adaptações de um autor ou roteirista  em particular, como Stephen King.